# ژایگر
ژایگر (انگلیسی: Jaeger) شرکت خرده‌فروشی بریتانیایی است، که در سال ۱۸۸۴ تأسیس شد.